# Manuel José de Quirós
Manuel José de Quirós o Quiroz (Santiago de Guatemala, ¿?-Santiago de Guatemala, 1765) fue un compositor, vihuelista y maestro de capilla guatemalteco.

## Biografía
Quirós nació en Santiago de Guatemala, hoy la Antigua Guatemala, hacia finales del siglo XVII. Recibió una esmerada educación religiosa y musical, siendo su instrumento principal la vihuela. Fue nombrado maestro de capilla de la Catedral de Santiago de Guatemala en 1738, ejerciendo ese puesto hasta su fallecimiento en 1765. Se convirtió en el primer compositor del Nuevo Mundo en obtener una reseña pública, cuando su actuación frente a la agrupación en ocasión de las ceremonias de la elevación de la Catedral a Metropolitana fue alabada públicamente por Antonio de Paz y Salgado en 1747, en su libro Las luces del Cielo de la Iglesia Difundidas en el Emispherio de Guathemala. Quirós adquirió numerosas composiciones europeas y virreinales para ser interpretadas en Guatemala. A él se debe la preservación de los libros de canto polifónico de la Catedral, elaborados por Gaspar Fernández a finales del siglo XVI y principios del siglo XVII. Uno de los grandes logros de Quirós fue la educación y formación de su sobrino Rafael Antonio Castellanos, a quien enseñó composición. Como compositor, produjo una serie de villancicos, cantatas, tonadas y obras sacras con características del barroco español, para las fiestas mayores del año católico.

## Obras
Cantad gilguerillos; Cándidos cisnes; Jesús, Jesús, y lo que subes (1743, 1747); Qué bien; Ay Jesús; Hoy que en las sacras aras; Sanctus Deus; Ne recorderis; Vagelillo que al viento; A el pan de los cielos den adoraciones; Yo la tengo de cantar; Ay niña bella; Venid, venid a las aras de Dios y de Juan; Oygan los triunfos; Cor mundum; Liberame; Auditi meo; Joseph Antonio, tus dos nombres; Clarines suaves; Un hombre de Dios; Iod manum suam; Parce mihi Domine; Laudate pueri Dominum; Oygan una xacarilla; Oh admirable sacramento; Digo a Siola Negla (1736); Luz a luz, y gracia a gracia; Jesuclisa Magdalena (1745); Vengo turo flanciquillo (1746); Pues que de pascuas estamos (1745); Amotinados los negros; Lucid fragante rosa. 